# الأخلاق البروتستانتية وروح الرأسمالية
الأخلاق البروتستانتية وروح الرأسمالية كتاب من تأليف ماكس فيبر وهو أحد علماء الاجتماع، يتحدث فيه كيف أن الأخلاق البروتستانتية ساعدت على تكوين الرأسمالية الجديدة وأن البروتستانت أغنى من الكاثوليك.

## عن الكتاب
يتناول العالم الألماني ماكس فيبر، أحد مؤسسي علم الاجتماع، كيفية اختلاف الطبقات الاجتماعية في المجتمعات بسبب اختلاف وتعدد الطوائف الدينية فيها. يوضح فيبر أن مثل هذه البلاد المتعددة الطوائف فإن أصحاب الثروات والنفوذ ورجال الأعمال هم في الغالب من الطائفة البروتستانية.
يعزى هذا الاختلاف إلى عدة أسباب، لكن فيبر يجد توضيح ماهية عناصر هذه الديانات هو البداية لمعرفة تلك الأسباب. تتسم البروتستانية بأنها تهتم بمباهج الحياة، وترى أن على الفرد أن يعيش باستمتاع وإثارة ومجازفة، على عكس ما تتسم به الكاثوليكية كونها في رأي فيبر أكثر«انفصالاً عن العالم» وأنها تعطي لا مبالاة كبيرة إزاء ثروات العالم. وهنا يكمن التعارض بين الطائفتين، لكن مع استثناء الكاثوليك الفرنسيين الذين هم أقرب إلى الكالفينية فيما يخص الحياة الدنيوية.
يتطرق فيبر إلى الكالفينية كمعتقد خيضت باسمه معارك سياسية وثقافية كبيرة في بلدان متطورة، وتتعدد مذاهب الكالفينية ويظهر أكثرها أهمية «مذهب الجبرية» والذي تتوضح معالمه في اعتراف وست منستر الذي يعود لعام 1647 في هذه النقاط:
إن الله قدر للبعض العيش حياة أبدية باصطفائه لهم، ولآخرين بموت أبدي وذلك وفقاً لأمره وإظهاراً لمجده.
يوجه الله الذين في قلوبهم الخير إلى طريق الخير.
إن الوقوع في الخطيئة هو فقدان للرغبة بأي اتصال روحي وبالتالي الحرمان من طريق الهداية.
حرم الله الأشرار من رحمته ومن نعمه على هذه الأرض وهم يصبحون بذلك عرضة للخطيئة وارتكاب المعاصي.
تؤكد الكالفينية أن أعمال الإنسان أي خيرها أو شرها هو ما يحدد مصيره، هذا يعني أن أوامر الله المطلقة قابلة للتعديل بتغير أعمال البشر وهذا هنا غير مقبول بتاتاً. إن هذه المعتقدات التي عاشها الكثيرون بكل لاإنسانيتها هذه جعلتهم يعيشون وهم يعلمون مصيرهم الذي ينتظرهم في الآخرة، غير قادرين على أن يغيروا منه شيئأ حتى بتدخل الكنيسة؛ فأصبح إلغاء الخلاص على يد الكنيسة فارق جذري مع الكاثوليكية.
يؤكد فيبر أن الكالفينية وجدت لتعظيم وتمجيد الرب؛ أي أنها تضعه بمحل تنفيذ الأوامر الربانية، فيعيش حياة اجتماعية محورها هو حياة روحانية ربانية خالصة. فيصبح هذا الاندماج للحياة الدينية بالاجتماعية ملبياً للحاجات البشرية ومعبراً عن قيمة العمل المعروف كفعل لتمجيد الرب وتعظيمه لا لتحقيق مكاسب شخصية. وتكتمل الصورة المثالية للكالفينية بنظرها إلى الفرد والأخلاق على أنها علاقة بدون صراع. وهنا يظهر حياد فيبر عن الخوض في الأسباب لأنه يجد كل هذا مرتبط بالمقام الأول بفهم العمل.
يعود فيبر مرة أخرى لمذهب الجبرية، ويفكر في الاصطفاء الإلهي لبني البشر، ويرى أنه لا يمكن معرفة إذا ما كان الشخص مصطفاً من تصرفاته لأنه وبرأي كالفن «لا يتميز المصطفون عن المنبوذين بشئ من الخارج». فالمصطفون «كنيسة الله غير المرئية».
و يرى كالفن أيضاً أن الإيمان الكامل ناتج عن الثقة الكاملة بالنفس فأي نقص في الأخيرة ينتج عنه قصور في الإيمان الداخلي وبالتالي كل واثق من نفسه هو ممن اصطفاه الله، ولكن مارتن لوثر يجد أن الإيمان الناقص يمكن أن يغفر إذا تاب العبد إلى الله. وهو بذلك يربط بين الإيمان والعمل حيث أن الأخير يكون متقناً كلما اتصف صاحبه بالأخلاق الرفيعة وبالإيمان القوي في قلبه والناتج – كما سبق ذكره – عن الثقة بالنفس وإمكانياتها. وهنا تتمحور البروتستانية في إعطاء شعور الرضا واليقين الذاتي من خلال العمل لتصبح بذلك وسيلة «لمواجهة مشاعر القلق الديني».
إن الكاثوليكية جعلت من كهنة الكنيسة أسباباً للخلاص والحصول على المغفرة والعفو من الله لأي من معتنقيها رغم ارتكابهم الآثام، في حين أن الكالفينية تعتبر الحياة الدينية مرتبطة بالحياة التي يعيشها الفرد بشكل عادي، أي أن الله لا يحاسب الفرد على أعماله الدينية المنفصلة عن ممارساته في حياته الاجتماعية فهي وحدة واحدة، فيسقط مع هذا الفكر «النمط الكاثوليكي» كما يرى فيبر والذي يتحرك بين الخطيئة، الندم، التوبة، والغفران ثم الخطيئة مرة أخرى.
ثم يأتي فيبر إلى النسكية المسيحية التي ما لبثت أن أصبحت تتسم بعقلانية كلية. فأصبح مذهباً يحفظ البشر من اتباع الغرائز والطبيعة وذلك بهدف الانصياع لرغبة الإرادة. ولكن أن يكون في نفس الوقت على قدرة للعيش «حياة نشيطة ومنفتحة»؛ فيصبح الهدف – إضافة إلى حفظ البشر من تبعية غرائزهم – على تنظيم سلوكهم.
إن الكالفينية جعلت من دمج الإيمان الروحي بالحياة المهنية الداعية إلى إلغاء التصوف والتزام العقلانية في الدين جعلت من الكافينية توجهاً أصيلاً يدمج عهده القديم بالجديد. ففهم الكالفينية هو فهم لطريقة التأثير على الحياة العملية مع الحياة الدينية.